# Most legija maršala Józefa Piłsudskog
Most legija maršala Józefa Piłsudskog (polj. Most im. Legionów Marszałka Józefa Piłsudskiego) je cestovni most preko rijeke Visle u poljskom gradu Płocku. Most povezuje Stari grad s okrugom Radziwie na lijevoj obali rijeke. Jedna od njegovih značajki je da je to najosvjetljeniji cestovni most u Europi.
Promet se odvija kroz tri prometne trake, po jednoj u oba smjera za cestovna vozila dok je treća traka namijenjena željezničkom prometu. Također, most ima izgrađenu i pješačku te biciklističku stazu.
Most je dobio ime po Józefu Piłsudskom, poljskom revolucionaru, državniku i predsjedniku Vlade. Riječ je o značajnoj poljskoj vojnoj ličnosti. Osim spomenutog mosta, po njemu je nazvano i Sveučilište u Varšavi, dva Instituta za istraživanje moderne poljske povijesti (u Varšavi i New Yorku) te jedan spomenik.

## Povijest
Gradnja mosta je trajala u razdoblju od 1937. do 1938. godine. Početkom 2. svjetskog rata, poljska vojska je uništila dio mosta kojeg su njemačke okupacijske vlasti sanirale 1943. Međutim, njemačka vojska je u siječnju 1945. prilikom povlačenja raznijela 60% mosta. Njegova druga sanacija je obavljena 1950.
1979. godine most je kompletno obnovljen a cijeli postupak je ponovljen od 3. lipnja do 11. rujna 1994. godine.

## Vanjske poveznice
- Najdłuższy podświetlany most w Europie